# Мануель Асанья
Мануе́ль Аса́нья (ісп. Manuel Azaña; 10 січня 1880 — †3/4 листопада 1940, Монтобан, Французька Держава) — іспанський політик, юрист і літератор; засновник партії лівих республіканців.

## Політична кар'єра
Після проголошення республіки в 1931-1933 був прем'єр-міністром, але під тиском реакції пішов у відставку. Вдруге очолив уряд у 1936 після перемоги Народного фронту.
У 1936-1939 — президент Другої республіки.
У боротьбі з фашистськими заколотниками й інтервентами виявив нерішучість.
У 1939 емігрував до Французької республіки.

## Творча діяльність
Відомий також як автор літературних есе та повістей та перекладач творів Бертрана Расселла.